# Villa Rosenburg

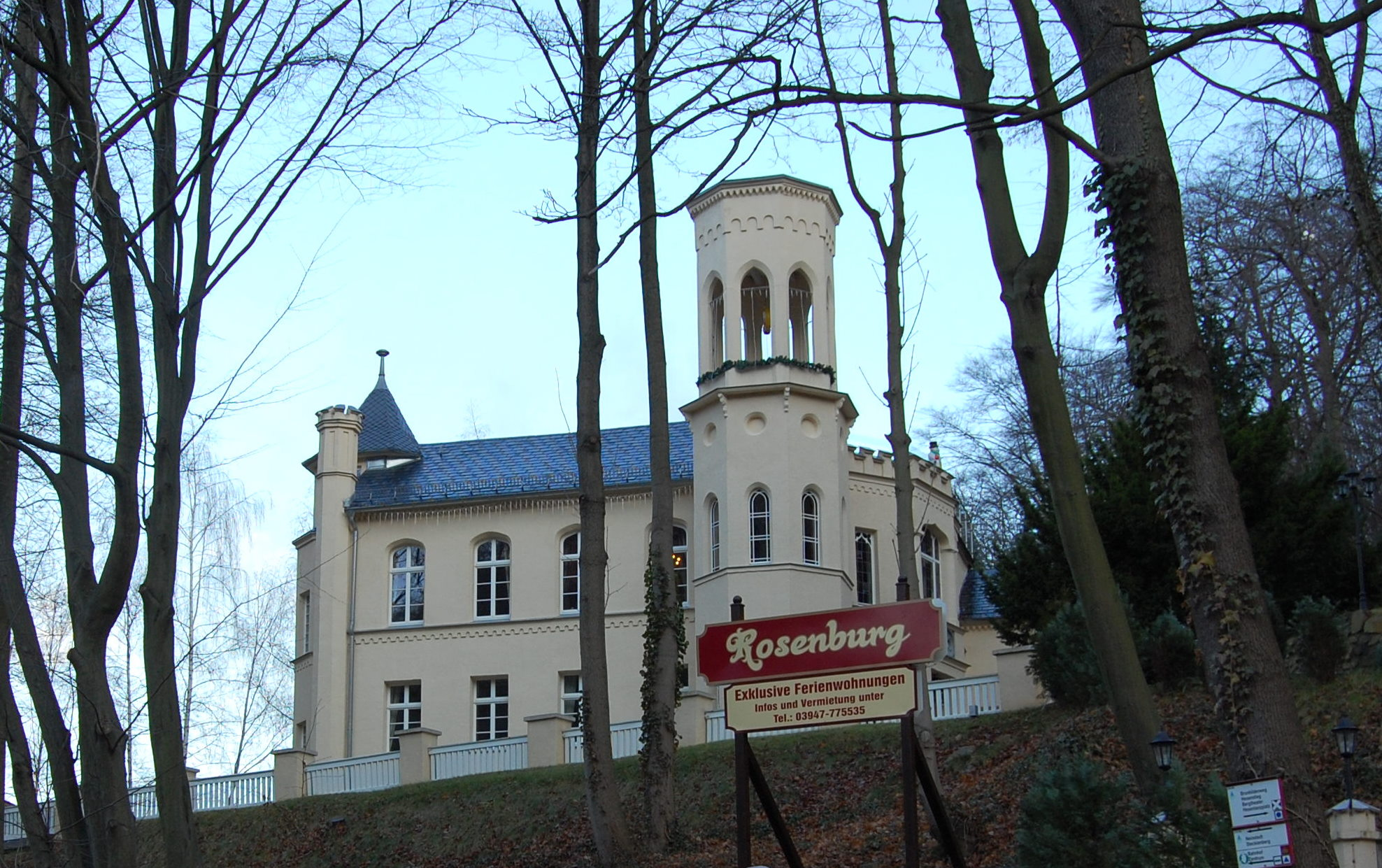
Villa Rosenburg

Die Villa Rosenburg ist eine denkmalgeschützte Villa in der Stadt Thale in Sachsen-Anhalt.

## Lage
Die Villa befindet sich an der Adresse Hubertusstraße 3 in erhöhter Position am Ufer der Bode, unmittelbar am Ausgang des Bodetals auf einem kleinen Felsenplateau. In der Nähe befindet sich der Friedenspark, der Kurpark der Stadt, sowie die historisch im Zusammenhang mit dem Park entstandenen Gebäude. Ihre markante Lage führt zu einer besonderen landschaftlichen Wirkung, die bereits auf Lithographien des 19. Jahrhunderts dokumentiert ist.

## Geschichte
Das Gebäude entstand im Jahr 1848 im Stil der englischen Neogotik. Bauherr war der geheime Regierungs- und Baurat Carl Albrecht Rosenthal, auf den auch der noch heute gebräuchliche Name zurückgeht. Nach seinem Tod übernahm seine Tochter Elisabeth Rosenthal 1879 das Anwesen, verkaufte es jedoch bereits nach drei Jahren an Hermann Kersten. Zu diesem Zeitpunkt bestand die Villa aus einem massiven Sommerhaus mit Turm. Kersten baute die Villa zur Pension um und erweiterte das Gebäude. Er betrieb die Pension bis 1919. Es folgten dann in kurzer Folge mehrere Besitzer und Nutzungen bis schließlich Robert Männicke, Fabrikant und Holzhändler, 1923 die Villa erwarb und sie zur Privatwohnung umbaute. In dieser Zeit erhielt das Gebäude seine heutige Gestaltung. Beeinflusst vom Bauhausstil wurde die Fassade minimalistisch gestaltet. Anstelle der regionaltypischen hölzernen Balkone setzte man massive Erker.
Die Nutzung als Wohnhaus wurde bis 2005 fortgesetzt. Ein neuer Eigentümer sanierte und modernisierte die Villa und richtete Ferienwohnungen ein.
Durch den für die Region ungewöhnlichen Baustil mitsamt Turm und die herausgehobene Lage rankten sich um das Haus immer wieder Legenden und Geschichten.

## Architektur
Die verputzte Villa ist zweigeschossig und ruht auf einem hohen Souterrain. Der Grundriss ist unregelmäßig. Die Fenster sind als Schweif- bzw. Spitzbögen ausgeführt. Die Attika verfügt über eine Bekrönung mit Zinnen. Auch kam Blendmaßwerk zur Ausführung. Zur Straßenseite hin erhebt sich an der südwestlichen Gebäudeecke ein achteckiger Turm mit einer überdachten Aussichtsebene.